# Ostap Ortwin

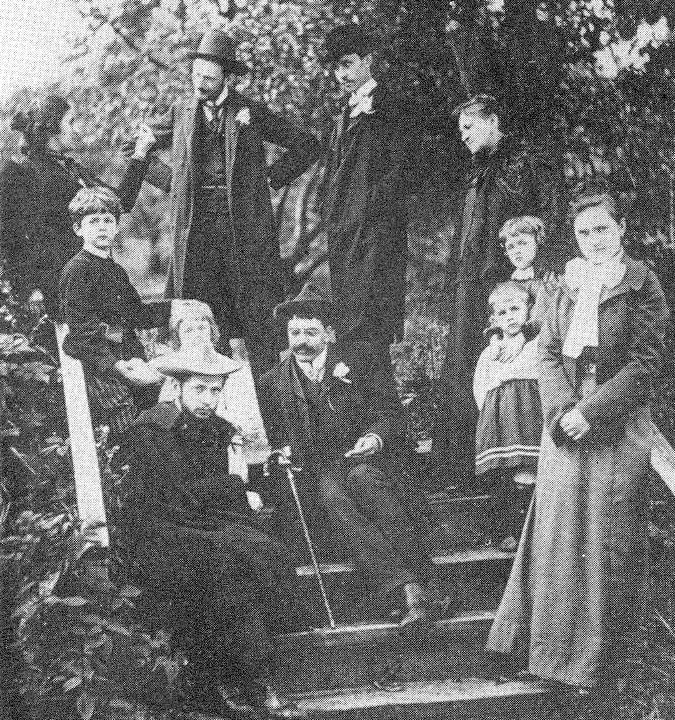
Płanetnicy we Lwowie. Stoją od prawej: Józefa Albinowska, Józef Ruffer, Antoni Stanisław Mueller, Maryla Wolska, siedzą: Ostap Ortwin i Leopold Staff (w pelerynie) oraz dzieci Maryli Wolskiej

Ostap Ortwin, właśc. Oskar Katzenellenbogen (ur. 23 listopada 1876 w Tłumaczu, zamordowany wiosną 1942 we Lwowie) – polski dziennikarz i krytyk literacki.

## Życiorys
Urodził się w Tłumaczu pod Stanisławowem. Następnie całe życie związał ze Lwowem. W 1899 roku ukończył prawo na Uniwersytecie Lwowskim. W młodości należał do lwowskiej młodopolskiej poetycko-literackiej grupy Płanetników, spotykającej się w willi poetki Maryli Wolskiej „Zaświecie”.
Był jedną z najciekawszych postaci Lwowa początku XX wieku. Imponował kolegom nie tylko znajomością prawa, ale też sylwetką: jego charakterystyczna potężna postura wyróżniała go z tłumu.
Jako krytyk wypowiadał się o utworach literackich w sposób niezwykle oryginalny, a przy tym błyskotliwy. Stały bywalec Kasyna Literackiego przy Akademickiej, zarówno na wieczorach dyskusyjnych, jak i wspaniałych balach. Od czasów jego słynnej obrony Stanisława Brzozowskiego najgłośniejszy krytyk literacki Lwowa, polski pisarz pochodzenia żydowskiego, wyniesiony do godności prezesa lwowskiego oddziału Związku Zawodowego Literatów Polskich w 1931, od maja 1935 zasiadał także w powołanym wówczas Zarządzie Głównym ZZLP.
Zdaniem Ortwina o „prawdziwości” i „prawdopodobieństwie” powieści nie świadczy naśladownictwo życia i ilustrowanie rzeczywistości, ale stworzenie fikcji literackiej, która, zachowując logikę wewnętrzną, świadczyłaby o prawdopodobieństwie. Liryka zaś powinna działać intersubiektywnie; samoistnie, bez zależności ze stanem emocjonalnym podmiotu sprawczego, czyli autora. Nie powinno się danego utworu lirycznego rozpatrywać pod względem stanu psychicznego autora. Utwór ten powinien stanowić wartość artystyczną samą w sobie.
Należał do szkoły lwowsko-warszawskiej.
Po wejściu Sowietów do Lwowa we wrześniu 1939 nie brał udziału w tworzeniu nowego związku literatów, a nawet kontynuował działalność dawnej organizacji, przyjmując twórców niechętnych państwu sowieckiemu. Zginął w 1942 roku zastrzelony na ulicy przez hitlerowców – mimo pomocy przyjaciół nie chciał (jako Żyd) żyć w ukryciu.

## Opinie współczesnych
- Józef Wittlin w eseju Mój Lwów: „[...] Ostap Ortwin nie był hrabią, lecz trudniej o bardziej arystokratyczną postać i duszę. A co się tyczy sponsorowania poetom, po prostu tym się trudnił. Odkrył Staffa, utorował Stanisławowi Brzozowskiemu drogę do sławy, a zwłaszcza do zrozumienia. Był znakomitym krytykiem, ale nie chciało mu się pisać. A jeśli nawet chciał, nie miał na to czasu, ponieważ bezustannie czytał. Czytał wszystko: od Spenglera i Bendy aż do artykułów wstępnych w każdym piśmie codziennym. Swoje opinie zwykł był wyrażać głośnym krzykiem, od którego trzęsły się duże szyby kawiarni «Roma». Tam przeważnie siadywał w godzinach wolnych od pracy zarobkowej. Przed pierwszą wojną był redaktorem wydawnictw Połonieckiego, w czasie wojny austriackim sędzią wojskowym, potem majorem w polskim korpusie sądowym, potem urzędnikiem Targów Wschodnich. Każde zajęcie traktował poważnie i śmiał się ze wszystkich i z samego siebie. Tak jak on chyba tylko olimpijscy bogowie umieli się śmiać. Ortwin, ostatni prezes lwowskiego Związku Literatów, był, zdaje się, jedynym polskim pisarzem pochodzenia żydowskiego, przed którym cofały się z rewerencją bałwany antysemityzmu. Zdawało się, że w ogóle jest nietykalny. Wysoki, barczysty, siwy, smagły, z krzaczastymi brwiami i czarnym kozackim wąsem już samą swoją prezencją paraliżował zapędy kanalii. Beształ policjantów, którzy chcieli go legitymować za głośne po nocach wygrażanie się futuryzmowi na sennych ulicach Lwowa. Zbesztani policjanci salutowali go jak najwyższego swego zwierzchnika. [...] W roku 1942 okazało się, że Ortwin nie jest nietykalny. Wielką i rogata duszę wypędzili Niemcy z tej «pańskiej» postaci. [...]”

- Tymon Terlecki o Ortwinie: „[...] był najżarliwszym Polakiem: jako stary człowiek przyjął chrzest, we Lwowie okupowanym przez Armię Czerwoną publicznie ryczał swym słynnym lwim głosem: «Tu jest Polska. Tu od sześciuset lat była Polska».”

## Ordery i odznaczenia
- Złoty Krzyż Zasługi (1 września 1930)[3]
- Złoty Wawrzyn Akademicki (5 listopada 1935)[4]